# Margaret Benyon
Margaret Anthea Benyon, MBE (* 29. April 1940 in Birmingham; † 21. Oktober 2016 in Sydney) war eine britische Künstlerin, Fotografin und Pionierin der Holografie.

## Leben
Margaret Benyon wurde im Vereinigten Königreich geboren. Ihr Vater John war Tischler und Schreiner und brachte ihr das Malen bei. Als sie acht Jahre alt war, zog die Familie im Jahr 1948 nach Thika in Kenia, wo Margaret Benyon die Kenya High School in Nairobi besuchte. Nach ihrer Rückkehr 1958 studierte sie bis 1960 Malerei am Birmingham College of Art und im Anschluss an der Slade School of Fine Art in London, an der sie auch von 1961 bis 1966 ein Aufbaustudium absolvierte. Ihre Lehrtätigkeit begann sie mit Siebdruckunterricht an der Byam Shaw School von 1965 bis 1966. Ab 1968 beschäftigte sie sich mit der Herstellung von Hologrammen, als die Holografie nur Wissenschaftlern zur Verfügung stand. Ihr Ziel war es, mit Techniken der Holografie die Grenzen dessen zu erweitern, was traditionell als bildende Kunst angesehen wurde. Gefördert durch Stipendien besuchte sie von 1968 bis 1971 als „Fellow in Fine Art“ die University of Nottingham. Dort erhielt sie Zugang zu den Lasern der Abteilung für Produktionstechnik und konnte eigene Experimente durchführen. In der Zentrale der British Aircraft Corporation in Bristol konnte sie ihre allerersten Hologramme erstellen. Später nutzte sie auch die Einrichtungen des National Physical Laboratory in Teddington, Middlesex. Von 1971 bis 1973 war sie als „Leverhulme Senior Art Fellow“ in der Abteilung für Architektur und Bauwissenschaften der University of Strathclyde im schottischen Glasgow, wo sie ihr eigenes Labor aufbaute.
1974 heiratete Margaret Benyon William Rodwell, den sie kennengelernt hatte, als er an der Universität von Nottingham seinen Doktor in Quantenchemie machte. Das Paar bekam eine Tochter und einen Sohn. Im Jahr 1976 zog Benyon mit ihrer Familie nach Australien, da ihr Mann und von 1978 bis 1979 und später auch sie selbst ein Forschungsstipendium als „Creative Arts Fellow“ an der Australian National University in Canberra erhalten hatte. Während ihrer Arbeit in Laboren der Physikabteilung der Universität und des Royal Military Colleg in Duntroon schuf sie weitere holografische Werke. Außerdem unterrichtete sie an der Canberra School of Art. 1981 kehrte die Familie nach England zurück und ließ sich in Poole in Dorset nieder. Margaret Benyon begann in Zusammenarbeit mit dem Wissenschaftler John Webster vom Central Electricity Generating Board mit Pulslasern zu arbeiten und gründete in ihrer ausgebauten Garage 1983 eines der ersten holografischen Künstlerateliers Großbritanniens. In diesem Low-Tech-Studio fertigte sie 23 Jahre lang die meisten ihrer Hologramme an, nutzte jedoch auch anspruchsvollere internationale Labore.
Von 1985 bis 1989 lehrte Margaret Benyon als Gastdozentin an der Holografie-Abteilung des Royal College of Art in London und arbeitete dort von 1989 bis 1994 an ihrem Doktorandenprojekt „How is Holography Art“ am Royal College of Art. Ihr Projekt wurde durch das Unternehmen Ilford Ltd. gefördert. Sie schloss das Studium mit einem Ph.D. ab. 2005 kehrte sie nach Australien zurück und ließ sich mit ihrem Mann in Nordsydney in der Nähe ihrer Tochter nieder. Sie war ehrenamtliche Professorin und Gastdozentin am College of Fine Art der University of New South Wales, bevor sie aus gesundheitlichen Gründen in den Ruhestand ging. An Demenz erkrankt starb sie  2016.

## Werk
Benyon arbeitete von 1965 bis 1970 als professionelle Malerin und leistete ab 1968 Pionierarbeit in der Kunstholografie. In den frühen 1960er Jahren versuchte sie, ihr malerisches Werk durch optische Täuschungen, Farben und Verwendung des Moiré-Effekt so zu gestalten, dass die Bildebene nicht mehr flach wirkte. Sie schuf außerdem Anaglyphenbilder. Die Holografie eröffnete ihr die Möglichkeit, dreidimensionale Bilder in einem zweidimensionalen Medium zu erzeugen.
Margaret Benyon beschrieb als den Zweck ihrer holografischen Arbeit, die Grenzen dessen zu erweitern, was traditionell als bildende Kunst angesehen wird. In der ersten Arbeitsphase von 1968 bis 1973 erkundete sie die Eigenschaften, die dem Medium Holografie eigen sind. Die zweite Phase dauerte von 1978 bis 1981 und war thematisch „mythosymbolisch und interkulturell“ geprägt. 1981 bis 1993 widmete sie sich in der dritten Phase ausschließlich dem menschlichen Körper als einzigem Motiv ihrer Arbeit und kombinierte Holografie mit Techniken wie Untermalung.
1991 erhielt sie den Auftrag für die Gestaltung der Trophäe des Arts Council Award. Ihre Werke befinden sich in öffentlichen Sammlungen, darunter die National Gallery of Australia, das Victoria and Albert Museum in London, das Zentrum für Kunst und Medien in Karlsruhe sowie in Privatsammlungen.

## Auszeichnungen
- 2002: Aufnahme in The International Who's Who of Women 2002
- 2000: Verleihung des Order of the British Empire (MBE) für ihre Verdienste um die Kunst[5]

## Ausstellungen (Auswahl)
Margaret Benyons Arbeiten wurden in zahlreichen Ausstellungen in den USA, Kanada, Portugal, Italien, Australien, Frankreich, Deutschland, Japan und China gezeigt.
- 2018: Tribute to Margaret Benyon. City Museum, Aveiro, Portugal[11]
- 2013/2014: Holography from the ZKM collection. Zentrum für Kunst und Medien, Karlsruhe[12]
- 2001: Ausstellung, Gallery 286
- 1992: 4 British Holographers. Smiths Galleries
- 1991: 4. International Symposium on Display Holography. Lake Forest, USA
- 1991: Fiat Lux! Holography. Asturien, Spanien
- 1990: Cosmetic Series/Conjugal Series. Museum für Holographie & Neue Visuelle Medien, Pulheim
- 1987: Conjugal and Cosmetic Series. Interference Hologram Gallery, Toronto
- 1970: Margaret Benyon: Holograms and Stereoscopic Paintings. Lisson Gallery, London[13]
- 1969: Einzelausstellung, Hologramme, University of Nottingham
- 1965: Young Contemporaries[3]